# Tenuta a labirinto

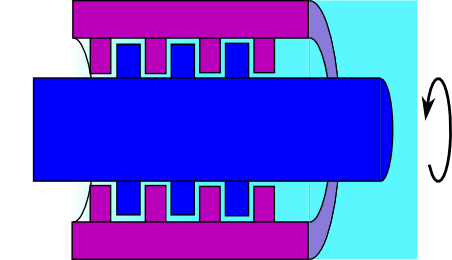
Una semplice tenuta a labirinto

Una tenuta a labirinto è un tipo di tenuta meccanica che fornisce un percorso tortuoso per contribuire a impedire la perdita. Un esempio di tale guarnizione è talvolta presente all'interno di un cuscinetto dell'albero motore per aiutare a prevenire la fuoriuscita dell'olio di lubrificazione del cuscinetto.
Una tenuta a labirinto può essere composta da molte scanalature che premono strettamente all'interno di un altro asse, o all'interno di un foro, in modo che il fluido debba passare attraverso un percorso lungo e difficile da sfuggire. Talvolta le filettature sono progettate sulla parte esterna e interna. Queste bloccano il flusso, per produrre il caratteristico lungo sentiero che fa rallentare la perdita. Per le tenute a labirinto ad albero rotante deve esistere un piccolo gioco tra le parti.
Nella progettazione delle turbine a vapore, nelle quali c'è il rischio di un trafilamento di vapore all’esterno (in corrispondenza alla testata anteriore) o, peggio ancora, di rientrate di aria (presso la testata posteriore) che potrebbero alterare il valore della pressione di scarico, le tenute a labirinti sfruttano il principio che costringe il vapore a laminarsi più volte (perdendo così progressivamente di pressione) nel passaggio attraverso varchi piccolissimi ricavati fra l’albero e una serie di anelli fissi alla cassa, il cui bordo sfiora la superficie rotante.
Le tenute a labirinto ad alberi rotanti forniscono un'azione di tenuta senza contatto controllando il passaggio di fluido attraverso il moto centrifugo di una varietà di camere, nonché dalla formazione di vortici controllati del fluido. A velocità superiori, il moto centrifugo spinge il liquido verso l'esterno e quindi lontano da eventuali passaggi. Analogamente, se le camere a labirinto sono progettate correttamente, qualsiasi liquido che è sfuggito dalla camera principale viene intrappolata in una camera a labirinto, dove è costretto in un movimento vorticoso. Questo agisce per impedirne la fuga, e agisce anche per respingere qualsiasi altro fluido. Poiché queste sono tenute a labirinto senza contatto, non si usurano.
Molte turbine a gas aventi elevate velocità di rotazione utilizzano le tenute a labirinto in virtù della loro mancanza di attrito e quindi di lunga durata.
Le tenute a labirinto si trovano anche su pistoni, che si utilizzano per conservare l'olio e fare tenuta contro l'alta pressione durante la corsa nelle fasi di compressione e potenza, nonché su altri alberi non rotanti. In queste applicazioni, è il lungo e difficile percorso e la formazione di vortici controllati del fluido che crea la tenuta.